# Gazprom Neft
Gazprom Neft (en ruso: Газпром нефть, anteriormente: Sibneft), es el quinto productor de petróleo en Rusia y tercero en la clasificación de producción de petróleo refinado. Es una subsidiaria de Gazprom, que posee en torno del 96% de las acciones. La compañía está registrada y tiene su sede en San Petersburgo después de que sus oficinas fueran trasladadas desde Moscú en 2011.

## Historia
Gazprom Neft fue creada bajo el nombre de Sibneft (del ruso: 'Сибнефть') en 1995 mediante la transferencia de las acciones propiedad del Estado en Rosneft correspondientes a Noyabrskneftegas (unidad de producción), la Refinería de Omsk (el mayor complejo de refino de Rusia), Noyabrskneftegasgeophysica (exploración) y Omsknefteprodukt (red distribución de productos derivados del petróleo).
En 1996 y 1997, Sibneft fue privatizada mediante una serie de subastas de préstamos por acciones. Roman Abramovich y Boris Berezovsky adquirieron la compañía por US$100 millones, mediante sociedades pantalla constituidas con este específico propósito. Inicialmente controlada por Berezovsky, Sibneft después cayó bajo control de Abramovich.
Sibneft intentó por dos veces fusionarse infructuosamente con Yukos lo que habría creado el mayor productor de petróleo de Rusia, YukosSibneft. Este primer intento fracasó en 1998 por una disputa en la gestión, mientras que por segunda vez fracaso por la cancelación del acuerdo por los accionistas de Sibneft en noviembre de 2003 después de las medidas drásticas del gobierno federal contra Yukos a pesar del proceso judicial en marcha.
En septiembre de 2005, Gazprom compró el 75,7% de las acciones de Sibneft de Millhouse Capital (vehículo de inversión de Roman Abramovich) por 13.100 millones de dólares en la mayor operación de toma de control corporativa en Rusia. En mayo de 2006, Sibneft fue renombrada Gazprom Neft.
En 2011 Berezovsky cursó una demanda civil contra Abramovich en el Alto Tribunal de Justicia de Londres, acusando a Abramovich de chantaje e incumplimiento de contrato sobre la privatización de Sibneft, declarando que él había sido copropietario de Sibneft y reclamando 3.000 millones de libras esterlinas en daños. Este se convirtió en el mayor caso de demanda civil en la historia procesal británica. El tribunal desestimó la demanda, concluyendo "que la suma de $1.300 millones pagados por Mr. Abramovich a Mr. Berezovsky y Mr. Patarkatsishvili no representaban el precio alegado por estos por Sibneft, sino el pago final global por las obligaciones observadas por Mr. Abramovich en relación a la krysha."

## Propietarios y administración
El principal propietario de Gazprom Neft es OAO Gazprom, que controla el 95,68% de las acciones de la compañía, mientras que el restante 4,32% es de cotización pública. El 20% de las acciones de Gazprom Neft originalmente eran de la compañía italiana de petróleo Eni siendo adquiridas por Gazprom en abril de 2009 por 4.100 millones de dólares. Alexander Dyukov es Director ejecutivo y presidente del consejo de administración. Alexéi Miller es director del consejo de administración.

## Operaciones

### Reservas y producción
A 31 de diciembre de 2011, Gazprom Neft y sus subsidiarias tienen derechos sobre
explotación de minerales con 75 licencias localizadas en 11 regiones
de Rusia. En Serbia, la subsidiaria de Gazprom Neft Naftna Industrija Srbije, mantiene 66 licencias. De acuerdo con las reservas auditadas por DeGolyer and
MacNaughton y de acuerdo con los estándares del Sistema de Gestión de Recursos
del Petróleo (Petroleum Resources Management System), las reservas probadas de la
compañía a finales de 2011 totalizaban 1130 millones de toneladas de petróleo equivalente, y su tasa de reemplazo de reservas estaban en el 286%.
La mayoría de las operaciones de producción en Rusia son llevadas a cabo por tres
subsidiarias: Gazpromneft-Noyabrskneftegaz, Gazpromneft-Khantos y Gazpromneft-
Vostok. Estas compañías están desarrollando campos petrolíferos en los distritos
autónomos de Yamalo-Nenets y Janty-Mansi y en Omsk, Tomsk, Tiumén y Irkutsk. Gazprom Neft también mantiene una participación del 50% en tres compañías dependientes: Slavneft, Tomskneft y Salym Petroleum Development N.V. En 2010, Gazprom Neft se asoció con Novatek para adquirir el  51% de SeverEnergia que posee las compañías Arktikgaz y Urengoil.

### Refino
En 2011, Gazprom Neft refinó 40,5 millones de toneladas de petróleo. La compañía posee enteramente o parcialmente 5 refinerías de petróleo (la Refinería de Omsk, la Refinería de Moscú, Slavneft-Yaroslavnefteorgsintez (YANOS) y dos refinerías en Pančevo y Novi Sad que pertenecen Naftna Industrija Srbije).

### Ventas
La compañía opera en torno de 1.110 estaciones de servicio en Rusia bajo la marca 'Gazpromneft' (escrito como una sola palabra, a diferencia del nombre de la compañía). En total, la red de venta minorista de la compañía es de más de 1.600 estaciones de servicio, incluyendo estaciones de servicio en Tayikistán, Kazajistán, Kirguistán, Bielorrusia, Ucrania y Serbia (bajo la marca NIS). De acuerdo con el grupo de investigación Romir Holding, la marca Gazpromneft es una de las 3 principales en Rusia. En abril de 2011 ganó el reconocimiento a "Marca del año". La compañía lanzó su propia marca de fuel, G-Drive, en el mercado minorista de combustible a principios de 2011.
La compañía también posee un número de compañías de distribución en los negocios de almacenamiento (Gazpromneft Marine Bunker) y combustible para aviación (Gazpromneft-Aero), así como también en el negocio de la producción de fuel y lubricantes (Gazpromneft-Lubricants). En abril de 2010 la compañía empezó la producción de aceites para motores bajo la marca G-Energy. Además de G-Energy, los aceites y lubricantes de la compañía son vendidos bajo las marcas Gazpromneft (aceites industriales y lubricantes), SibiMotor (vehículos ligeros y transporte comercial) y Texaco (aceites para buques, producidos con licencia Chevron) con más de 300 nombres comerciales.

### Indicadores de resultados
El volumen de producción de la compañía fue de 57,3 millones de toneladas de petróleo equivalente, con un aumento anual de 8%.
De acuerdo con US GAAP, los ingresos de Gazprom Neft en 2011 fueron de 44.170 millones de dólares (2010: $32.910 millones), con un EBITDA de 10.160 millones de dólares ($7.270 millones) y un beneficio neto de $5.350 millones ($3.150 millones).
|                               | 2006   | 2007   | 2008   | 2009   | 2010   | 2011   |
| ----------------------------- | ------ | ------ | ------ | ------ | ------ | ------ |
| Ingresos por ventas (mln USD) | 20 176 | 22 768 | 33 870 | 24 305 | 32 912 | 44 172 |
| EBITDA, (mln USD)             | 6 091  | 6 601  | 8 610  | 6 037  | 7 271  | 10 158 |
| Beneficio neto (mln USD)      | 3 661  | 4 143  | 4 658  | 3 026  | 3 151  | 5 352  |

### Proyectos internacionales
- Angola. La compañía ganó presencia en Angola en 2009 después de adquirir NIS.
- Venezuela. Desarrollo del campo de Junin-6 conjuntamente con PDVSA. Reservas de 10.960 millones de barriles.
- Irak. Desarrollo del campo de Badra con reservas de 3.000 millones de barriles de petróleo. La producción debe empezar en 2013 con 15.000 barriles diarios y alcanzará los 170.000 barriles diarios en 2017. Adquisición de los proyectos de Garmian y Shakal en la región del Kurdistán en 2012.
- Italia. Gazprom Neft adquirió una planta de aceites y lubricantes en la ciudad de Bari en 2009.
- Cuba. participación del 30% en el proyecto de desarrollo de cuatro bloques en plataformas con reservas de 450 millones de toneladas. El primer pozo de sondeo fue perforado en 2011.
- Guinea Ecuatorial. Exploración de reservas en plataformas. Reservas: 110 millones de toneladas. La compañía tiene un 80% de participación en la fase de exploración geológica.

## Patrocinio
Sibneft fue patrocinador oficial del equipo de fútbol del CSKA Moscú y propietaria de este durante un tiempo. Sin embargo, Gazprom Neft canceló el contrato de patrocinio en 2005 después que Gazprom compró la totalidad del equipo de  primera división de fútbol rusa FC Zenit San Petersburgo.
Gazprom Neft también patrocina los clubes de hockey sobre hielo Avangard Omsk y SKA, y una variedad de evento de atletismo, fútbol a cinco, esquí nórdico y motocrós. En 2010, Gazprom Neft y Gazprombank patrocinaron al corredor automovilístico Mijaíl Aleshin durante el año en que alcanzó el campeonato.